# Nowy Peterhof (stacja kolejowa)
Nowy Peterhof (ros. Новый Петергоф) – stacja kolejowa w Peterhofie, w Petersburgu, w Rosji, otwarta w 1857 r. Znajdują się tu 2 perony.
Stacja powstała w XIX w. na linii do Oranienbaumu pomiędzy stacjami Strielna i Stary Peterhof.